# Tacita Dean
Tacita Charlotte Dean (Canterbury, 12 novembre 1965) è un'artista britannica naturalizzata tedesca.

## Biografia
Nipote di Basil Dean, ha studiato alla Falmouth University, laureandosi nel 1988, e alla Slade School of Fine Art, conseguendo la laurea magistrale nel 1992.
Nel 1997 si trasferì a Londra, dove si affermò tra i maggiori videoartisti della sua epoca, ottenendo grandi plausi dalla critica per la sua opera con la pellicola 16 millimetri. Nel 2001 tenne la sua prima mostra alla Tate Britain, mentre nella stagione 2004/2005 la sua opera "Play as Cast" fu usata come sipario dalla Wiener Staatsoper. Le sue opere di videoarte sono esposte nei maggiori musei al mondo, tra cui il Guggenheim Museum e la National Gallery. Nel 2021 ha fatto il suo esordio come scenografa e costumista per il balletto The Dante Project alla Royal Opera House.
Nel 1998 ha ottenuto una candidatura al Turner Prize per il film Disappearance at Sea, mentre nel 2006 ha vinto il Premio Hugo Boss. Nel 2007 è stata eletta membro dell'Akademie der Künste, mentre l'anno successivo è stata eletta membro della Royal Academy of Arts.

## Ascendenza
|                                    |                       |                                    | Genitori                   |  |  | Nonni |  |  | Bisnonni           |  |  | Trisnonni   |  |
|                                    |                       |                                    |                            |  |  |       |  |  | Harding Hewer Dean |  |  | Joseph Dean |  |
|                                    |                       |                                    |                            |  |  |       |  |  | Harding Hewer Dean |  |  | Joseph Dean |  |
|                                    |                       | Philadelphia Haslock               |                            |  |  |       |  |  | Harding Hewer Dean |  |  |             |  |
| Basil Dean                         |                       |                                    |                            |  |  |       |  |  | Harding Hewer Dean |  |  |             |  |
|                                    |                       | Elizabeth Mary Winton              | Frederick Winton           |  |  |       |  |  |                    |  |  |             |  |
|                                    |                       | Elizabeth Mary Winton              | Frederick Winton           |  |  |       |  |  |                    |  |  |             |  |
|                                    |                       | Elizabeth Mary Winton              | …                          |  |  |       |  |  |                    |  |  |             |  |
| Joseph Dean                        |                       | Elizabeth Mary Winton              |                            |  |  |       |  |  |                    |  |  |             |  |
|                                    |                       | Albert Henry van Gruisen           | Nicolas Laurentius Gruisen |  |  |       |  |  |                    |  |  |             |  |
|                                    |                       | Albert Henry van Gruisen           | Nicolas Laurentius Gruisen |  |  |       |  |  |                    |  |  |             |  |
|                                    |                       | Albert Henry van Gruisen           | Anne Clegg Jenkinson       |  |  |       |  |  |                    |  |  |             |  |
| Esther van Gruisen                 |                       | Albert Henry van Gruisen           |                            |  |  |       |  |  |                    |  |  |             |  |
|                                    |                       | Florence Angela Isaacs             | Joseph Michael Isaacs      |  |  |       |  |  |                    |  |  |             |  |
|                                    |                       | Florence Angela Isaacs             | Joseph Michael Isaacs      |  |  |       |  |  |                    |  |  |             |  |
|                                    |                       | Florence Angela Isaacs             | Sarah Davis                |  |  |       |  |  |                    |  |  |             |  |
| Tacita Dean                        |                       | Florence Angela Isaacs             |                            |  |  |       |  |  |                    |  |  |             |  |
|                                    | Geoffrey Edward Mills | Charles Mills, I barone Hillingdon |                            |  |  |       |  |  |                    |  |  |             |  |
|                                    | Geoffrey Edward Mills | Charles Mills, I barone Hillingdon |                            |  |  |       |  |  |                    |  |  |             |  |
|                                    | Geoffrey Edward Mills | Louisa Isabella Lascelles          |                            |  |  |       |  |  |                    |  |  |             |  |
| Patrick Mills, V barone Hillingdon | Geoffrey Edward Mills |                                    |                            |  |  |       |  |  |                    |  |  |             |  |
|                                    |                       | Grace Victoria Boddam              | Hungerford Tudor Boddam    |  |  |       |  |  |                    |  |  |             |  |
|                                    |                       | Grace Victoria Boddam              | Hungerford Tudor Boddam    |  |  |       |  |  |                    |  |  |             |  |
|                                    |                       | Grace Victoria Boddam              | Alice Mary Griffits        |  |  |       |  |  |                    |  |  |             |  |
| Jenefer Mills                      |                       | Grace Victoria Boddam              |                            |  |  |       |  |  |                    |  |  |             |  |
|                                    |                       | Brinsley Hampden Nixon             | Brinsley de Courcy Nixon   |  |  |       |  |  |                    |  |  |             |  |
|                                    |                       | Brinsley Hampden Nixon             | Brinsley de Courcy Nixon   |  |  |       |  |  |                    |  |  |             |  |
|                                    |                       | Brinsley Hampden Nixon             | Evelyn Frances Hampton     |  |  |       |  |  |                    |  |  |             |  |
| Nancy Elizabeth Nixon              |                       | Brinsley Hampden Nixon             |                            |  |  |       |  |  |                    |  |  |             |  |
|                                    |                       | Elizabeth Hughes                   | Arthur David Hughes        |  |  |       |  |  |                    |  |  |             |  |
|                                    |                       | Elizabeth Hughes                   | Arthur David Hughes        |  |  |       |  |  |                    |  |  |             |  |
|                                    |                       | Elizabeth Hughes                   | Augusta James              |  |  |       |  |  |                    |  |  |             |  |
|                                    |                       | Elizabeth Hughes                   |                            |  |  |       |  |  |                    |  |  |             |  |